# Будинок на вулиці Вірменській, 14 (Львів)
Будинок на вулиці Вірменській, 14 (конскрипційний № 145; також Кам'яниця Бернатовичів) — житловий будинок, пам'ятка архітектури (охоронний № 22) та історії місцевого значення (охоронний № 1277). Розташований в історичному центрі Львова, на вулиці Вірменській під № 14.

## Історія
Будинок був зведений у XVII столітті як двоповерховий, з дуже низьким другим поверхом, та з тих пір протягом XVIII—XIX століть неодноразово перебудовувався, зокрема, наприкінці XVIII століття кам'яницю розширили та надбудували третій поверх, а у 1869 році — четвертий (надбудова зроблена за проектом Йозефа Мюеля). Власники будинку також змінювалися, тому кам'яниця відома під різними назвами:
- у 1638 році та в 1639—1659 роках — кам'яниця Ісааковичів[1] (Сааковичів) або Вартановичівська, від імені її власника, Саака Вартановича[2].
- у 1660—1704 роках — кам'яниця Кшиштофа Вартановича[1], від імені спадкоємця Саака Вартановича
- у 1705—1740 — кам'яниця знову фігурує в історичних документах під назвою Вартановичівська[1][2]
- у 1767 році — кам'яниця Бернатовичівська[1][2]

У 1750 році будинок перейшов у власність до вірменського братства Святого Григорія Просвітителя. У 1765 році братство продало будинок за 8000 злотих живописцю Матвію Міллеру, після 1793 року спадкоємці Міллера продали будинок своєму родичу, Мартину Осинському.
У 1840 році власником кам'яниці став Денис Зубрицький, історик, автор «Хроніки міста Львова».
За даними адресних книг у 1871 році будинок належав Агнєшці Зубрицькій, у 1889 — Галицькому іпотечному банку, у 1916 році — Соломону Зюсману, у 1934 році — Деборі Цукергандель.
За часів Другої Польської республіки у будинку розташовувався меблевий магазин Лінда.
У 1911 році у будинку реконструювали сходову клітку та влаштували балкони на тильному фасаді, у 1935 році провели косметичну реконструкцію, у 1950-х роках був зроблений капітальний ремонт будинку.

## Опис
Будинок чотириповерховий, з цегли і каменю, мурований, тинькований, Г-подібний у плані, з невеликим подвір'ям та склепінчастими підвалами. Фасад має дуже стримане оздоблення у стилі ампір, симетричний, чотириосьовий, на чотири вікна, головний вхід розташований ліворуч від центральної осі. Стіни на рівні першого поверху рустовані. Вхідні двері металеві, ковані, двостулкові. Вікна прямокутні, із прямокутними перемичками, на другому—третьому поверхах мають обрамлення і прикрашені прикрашені прямими сандриками (на другому поверсі) або замковими каменями у формі трапеції (на третьому поверсі). Четвертий поверх, надбудований пізніше, візуально відокремлений від третього горизонтальною профільованою тягою. Завершується фасад простим карнизом.
Внутрішні перекриття пласкі, дерев'яні. Сходова клітка тримаршева, залізобетонна, із простим металевим огородженням. Дах двосхилий, бляшаний, із дерев'яною кроквяно-балковою системою.
Будинок № 14 по вулиці Вірменській — типова ренесансна чиншова кам'яниця XVIII століття.

## Видатні мешканці
- Антон Осинський — скульптор, мешкав у будинку в середині XVIII століття[3]
- Петро Полейовський — архітектор, мешкав у будинку в XVIII столітті[3]
- Матвій Міллер (Мюллер) — живописець, мешкав у будинку в XVIII столітті[3]
- Денис Зубрицький — історик, володів кам'яницею у 1840—1862 роках[3][6].